# Hadronyche hirsuta
Hadronyche hirsuta là một loài nhện trong họ Hexathelidae. Loài này phân bố ở New Guinea.